# Kernkraftwerk Ignalina
Das stillgelegte Kernkraftwerk Ignalina (litauisch Ignalinos atominė elektrinė, kurz IAE) am See Drūkšiai nahe der Stadt Visaginas liegt in Litauen, nur wenige Kilometer vom Dreiländereck zu Lettland und Belarus und etwa 45 Kilometer von der namensgebenden Kreisstadt Ignalina entfernt. Das einzige litauische Kernkraftwerk war von Ende 1983 – als Litauen noch Teil der Sowjetunion war – bis zum 31. Dezember 2009 in Betrieb (Block 1 nur bis 2004). Im Jahr 2000 zählte man 5103 Mitarbeiter.
Die im Kernkraftwerk aktiven Reaktoren des Bautyps RBMK waren in der Lage, kernwaffenfähiges Plutonium zu erzeugen, das auch im laufenden Betrieb entnommen werden konnte. Sie waren weitgehend baugleich mit dem Reaktor, dessen Explosion 1986 zur Katastrophe von Tschernobyl geführt hatte, jedoch leistungsstärker.
Die Gesamtkosten für die Demontage wurden 2009 auf rund 2,3 Milliarden Euro geschätzt.

## Bau

Logo des Kernkraftwerks

Der Auftrag für das Kernkraftwerk wurde 1974 erteilt. Es lief unter dem Projektnamen „Unternehmen Postfach A-15-13“. Das Kraftwerk sollte ursprünglich vier Blöcke vom Typ RBMK-1500 bekommen. Das Kernkraftwerk wurde unter der Parole „Lenin, die Macht der Partei und die Kraft des Volkes sichern den Sieg des Kommunismus“ gebaut. Es wurde vom Ministerium für Mittelschweren Maschinenbau gebaut, das eher einen militärischen Hintergrund hatte. Ignalina sollte den technischen Fortschritt der UdSSR demonstrieren.
Der Bau des ersten Blockes begann 1977. Ein Jahr später begann man mit dem zweiten Block. Der erste Block nahm am 31. Dezember 1983 den Betrieb auf und ging am 1. Mai 1984 in den kommerziellen Betrieb über. Beim Anfahren des ersten Blocks im Jahr 1983 traten bereits Probleme auf; trotzdem wurde die Leistungssteigerung nicht unterbrochen. In der Sowjetunion war es ein offenes Geheimnis, dass Reaktoren den Betrieb aufnahmen, die dafür nicht bereit waren. Es gab die strikte Anweisung vom Politbüro in Moskau, den Reaktor am 31. Dezember 1983 anzufahren. Die Schichtleiter hätten die Inbetriebnahme zwar verweigern können, dies hätte jedoch Folgen für sie gehabt. Währenddessen begann 1985 der Bau von Block 3. Am 20. August 1987 nahm der zweite Block den Betrieb auf. Der Reaktor nahm noch am gleichen Tag den kommerziellen Betrieb auf.
Das Kraftwerk bezog sein Kühlwasser aus dem anliegenden See Drūkšiai.
Am 30. August 1988 wurde der Bau des dritten Blocks storniert. Der vierte Block wurde ebenfalls verworfen. Zum Zeitpunkt der Inbetriebnahme waren die ersten beiden Blöcke die leistungsstärksten Reaktoren der Welt. Ignalina sollte die Vorzeigeanlage der Sowjetunion werden und den Aufstieg der Sowjetunion in die Moderne demonstrieren.
Als die Sowjetunion zerfiel, kam Litauen in den Besitz des Kraftwerks. Seitdem hatte Litauen den größten Atomstromanteil aller Länder weltweit. Dieser betrug noch im Jahr 1993 über 88 %. 1995 wurde in Zusammenarbeit mit Vattenfall und IVO ein langfristiger Energieplan erstellt, mit dem sich die Laufzeit von Ignalina bis 2005 oder 2010 verlängern sollte. Die Laufzeitverlängerung war die Voraussetzung dafür, dass technische Nachrüstungen weiter fortgeführt wurden. Nach Beendigung der Aufrüstung sollte die elektrische Energieversorgung von Litauen für 10 bis 15 Jahre gesichert sein.

## Betrieb

### Sicherheit

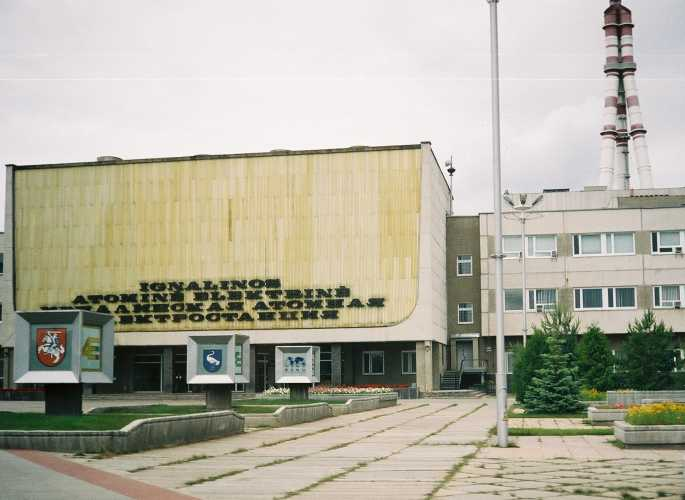
Eingang des Kernkraftwerks

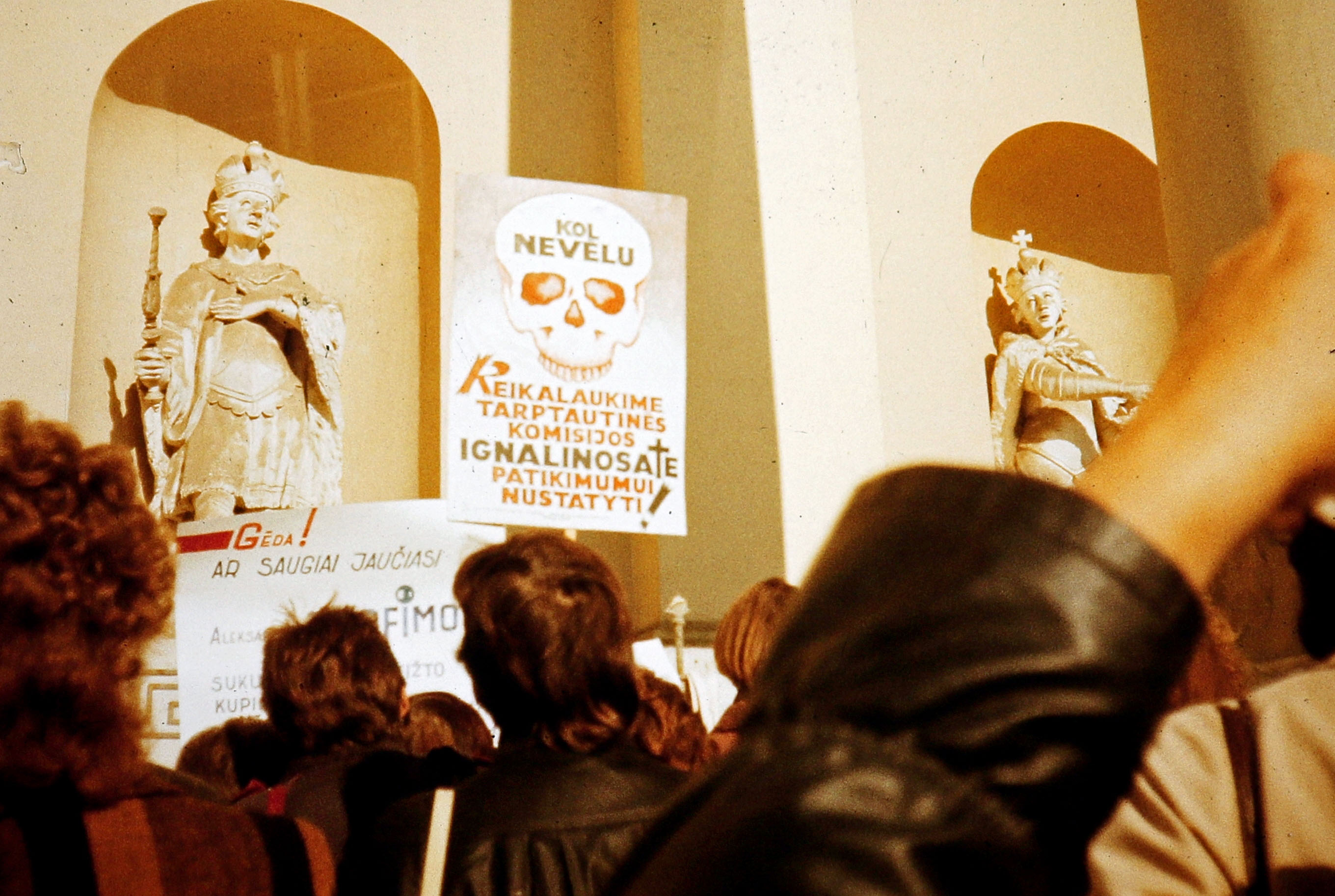
Protest gegen das Kernkraftwerk Ignalina in Vilnius (1988)

In den Reaktoren wurden die Fehler der ersten und zweiten Generation beseitigt. Ignalina betrieb RBMK der zweiten Generation. Für die beiden Reaktoren wurde ein extra Reaktorschutz eingebaut. In Ignalina wurden nach dem Fall des Eisernen Vorhangs erstmals Inspektionen in einem osteuropäischen Kernkraftwerk nach westlichen Standards durchgeführt. Daraus wurde ein Inspektionsbericht mit Verbesserungsvorschlägen verfasst, der 1996 veröffentlicht wurde. Man begann die Empfehlungen des Berichts umzusetzen.
Block 1 war der einzige Ignalina-Reaktor, der mit Mängeln in Betrieb genommen wurde. Die Ausrüstung des Reaktors wurde mit Kränen durch das Dach hineingehoben. Der damalige Direktor gab jedoch kurz vor Inbetriebnahme die Anweisung, das Dach zu schließen. Dadurch lagen bei der Inbetriebnahme noch hunderte Teile außerhalb des Kraftwerks. Später sollten 5000 Soldaten die Ausrüstung in das Gebäude bringen und montieren. Bei der Inbetriebnahme wurden Kabel und Rohre zum großen Teil nur provisorisch verlegt. Es fehlten zu dieser Zeit noch Hebevorrichtungen zur Wartung diverser Abschnitte. Ein Großteil der Räume war noch nicht beleuchtet. Man führte die Wartungen mit Taschenlampen durch. Laut dem Direktor, Viktor Schewaldin, sei die Sicherheit des Kraftwerks nicht gefährdet gewesen. Trotz dieser Mängel wurde das Protokoll zur Inbetriebnahme am 31. Dezember 1983 unterzeichnet. Für die Inbetriebnahme vergab man Medaillen und Orden.
Die Mängelliste wurde bis Mai/Juni 1985 großteils abgearbeitet und die fehlenden Teile montiert. Jedoch wurden die Arbeiten unterlassen, für die das Dach hätte geöffnet werden müssen. Das Rohrsystem der Reaktoren ist in 600 Abschnitte aufgeteilt. In jedem Abschnitt müsste normalerweise ein Kran vorhanden sein. Es fehlte jedoch eine große Anzahl dieser Kräne für die Wartungen. Da die Wartungen so nicht möglich sind, war der Zustand der Rohre von Block 1 unbekannt.
Für das Kernkraftwerk Ignalina wurde der Dampferhitzer SPP-750 entwickelt, der auf einem französischen Dampfüberhitzer basiert. Die Überhitzer können jedoch nicht richtig gewartet werden und nicht alle zwei bis drei Jahre ausgetauscht werden, da dafür Hebevorrichtungen fehlen und die Dampferhitzer nicht zugänglich sind. Alle 16 Dampferhitzer in Ignalina, auch die von Block 2, sind davon betroffen. Dadurch kann der Dampf nicht richtig getrocknet werden. Dies hat zur Folge, dass der Turbinenläufer Schäden davonträgt und nicht rund läuft, wodurch Vibrationen entstehen. Dadurch könnte es auch zu einem Austritt von Wasserstoff in der Turbinenhalle und zu einer Knallgasexplosion mit anschließendem Großbrand kommen. Diese technische Lösung mit dem Dampferhitzer wurde jedoch nur für die RBMK-Anlage Ignalina entworfen. Laut Viktor Schewaldin soll dies keine Einwirkungen auf die Sicherheit des Kraftwerkes haben. Der Austausch aller Teile hätte 100 Millionen Dollar gekostet. Dies hätte außerdem zur Folge gehabt, dass das Kraftwerk hätte abgeschaltet werden müssen.
Geologen hatten vor dem Standort gewarnt, da direkt unter dem Kernkraftwerk drei tektonische Bruchlinien verlaufen. Ein Störfall sollte durch Erdbebensensoren verhindert werden. Wenn die Sensoren Erdbebenwellen registrieren, schalten sich automatisch beide Reaktoren ab.

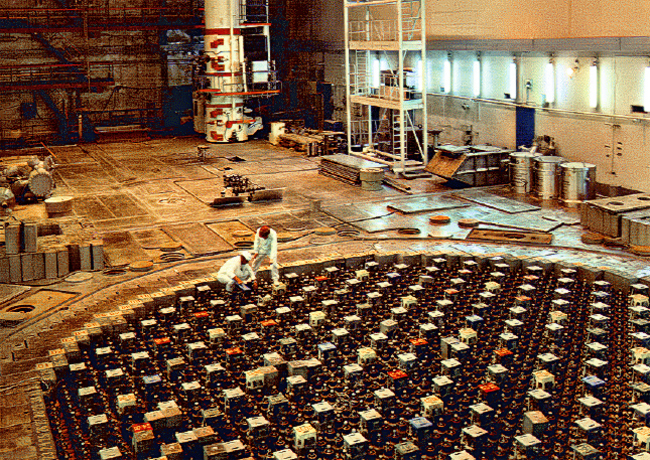
Reaktorhalle

Die Reaktoren in Ignalina sind mit westlichen Reaktoren in Hinblick auf Risikostudien vergleichbar. Diese Aussage gilt jedoch nur für diese RBMK-Anlagen. Das Risiko eines Unfalls, dass zum Beispiel ein Leck entsteht, ist allerdings wesentlich höher als bei westlichen Siedewasserreaktoren.

### Störungen
Im Dezember 1983, als der erste Reaktor angefahren wurde, wurde erstmals ein bestimmter Konstruktionsfehler der RBMK-Reaktoren festgestellt. Als die Graphitspitzen der Steuerstäbe in den Reaktor eingefahren wurden, verursachten sie durch ihre neutronenmoderierende Wirkung, und weil sie keine Neutronen wie das verdrängte Wasser absorbierten, einen plötzlichen Leistungsanstieg. Die Steuerstäbe konnten jedoch den Boden des Reaktors rechtzeitig erreichen, sodass das Bor in ihnen die Kernreaktion verlangsamte. Erst nach der Nuklearkatastrophe von Tschernobyl, die teilweise durch einen ähnlichen Vorfall verursacht wurde, wurden Modifikationen durchgeführt, die ein schnelleres Einfahren der Steuerstäbe ermöglichten, um ähnliche Vorfälle zu verhindern. Diese Änderungen wurden 1987 und 1988 in Ignalina getestet.
Am 11. Juli 1994 wurde ein defekt montierter Schalter zum Ein- und Ausfahren der Kontrollstäbe entdeckt. Dies geschah bei der Prüfung des Schalters. Der Schalter wurde daraufhin ausgetauscht. Der Vorfall wurde auf der internationalen Bewertungsskala für nukleare Ereignisse auf der Stufe 1 (Störung) eingeordnet.
Am 15. November 1994 hielt Georgi Dekanidze, dessen Sohn Boris Dekanidze zum Tode verurteilt wurde, eine Ansprache im Fernsehen. Dabei drohte er, das Kernkraftwerk in die Luft zu sprengen. Beide Reaktoren wurden heruntergefahren. Der Premierminister von Litauen bat schwedische Behörden bei der Suche nach der Bombe auf dem Kraftwerksgelände um Hilfe. Nachforschungen ergaben, dass es keine Bombe gab. Die Reaktoren wurden daraufhin wieder hochgefahren. Nach diesem Vorfall wurde ein Programm zur Verbesserung der Überwachung des Kernkraftwerks entworfen. Unter anderem wurden neue Geräte wie Infrarot-Ferngläser für das Wachpersonal beschafft.

## Stilllegung und Rückbau

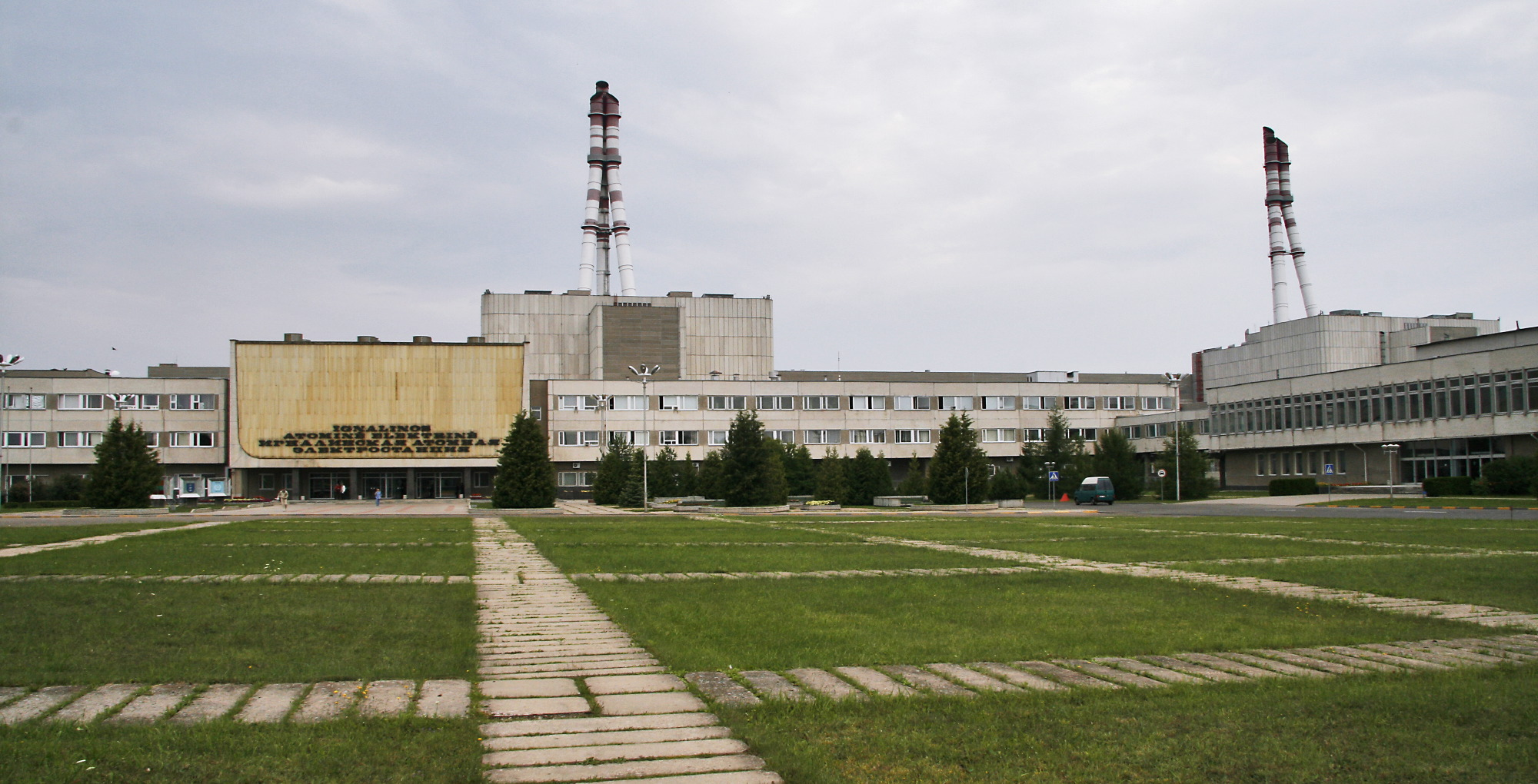
Blöcke 1 und 2

Im Rahmen der EU-Beitrittsverhandlungen Litauens verlangte die EU-Kommission aus Sicherheitsgründen die Stilllegung des Kernkraftwerks. Diese Stilllegung wurde im Mai 2000 vom litauischen Parlament mitgetragen. In Protokoll Nr. 4  über das Kernkraftwerk Ignalina in Litauen des Beitrittsvertrages 2003 verpflichtete sich Litauen gemäß Artikel 1, „Block 1 […] vor 2005“ und „Block 2  […] spätestens am 31. Dezember 2009“ abzuschalten. In einer kontroversen Entscheidung ließ die litauische Regierung (damals Kabinett Kirkilas) zeitgleich mit der Parlamentswahl im Oktober 2008 ein Referendum durchführen, das den Weiterbetrieb Ignalinas bis zur Fertigstellung eines neuen Reaktors zum Inhalt hatte. Das Referendum, bei dem sich knapp 89 % für die Fortführung des Kraftwerksbetriebs aussprachen, erlangte jedoch aufgrund der zu geringen Beteiligung von nur 48 % der Wahlberechtigten (erforderliche Mindestbeteiligung 50 %) keine Gültigkeit. Die Fortführung hätte eine Verletzung des EU-Beitrittsvertrags bedeutet.
Am 31. Dezember 2009 wurde, wie vorgesehen, der zweite Block vom Netz genommen. Im gesamten Zeitraum seit dem Jahr 2000 hat die EU die Kosten der Stilllegung mit 4,7 Milliarden Litas (1,36 Milliarden Euro) unterstützt. Für die Demontage des Kraftwerks wurden 25–30 Jahre veranschlagt. Mit dem Rückbau sind ca. 1.800 Mitarbeiter beschäftigt. 2017 wurde ein Zwischenlager für abgebrannte Brennelemente in Betrieb genommen, 2027 soll mit der Demontage der Graphit-Reaktorkerne begonnen werden. Endgültig abgebaut sein soll das Kernkraftwerk 2038. Stand 2015 wurden die Kosten für den Rückbau auf 3 Mrd. Euro geschätzt.
Zwei Monate nach der Abschaltung des Kernkraftwerks beschwerten sich etwa 2000 Anwohner aus Visaginas in einer Demonstration, dass die Strom- und Heizkosten im Januar 2010 auf knapp das Dreifache angestiegen waren.

## Perspektiven

### Heizkraftwerk in Elektrėnai
Das Kernkraftwerk Ignalina hat in den letzten Jahren vor Stilllegung rund 80 % der in Litauen benötigten elektrischen Energie erzeugt. Einen Großteil der Stromproduktion übernahm danach das Öl- und Gasturbinen-Heizkraftwerk in Elektrėnai, das seit der Unabhängigkeit Litauens die meiste Zeit nur im Schonbetrieb gefahren worden ist.

### Neubau in Visaginas
Litauen plante gemeinsam mit Estland, Lettland und Polen den Bau eines neuen Kernkraftwerks, genannt Kernkraftwerk Visaginas, unmittelbar neben dem Kernkraftwerk Ignalina. Im Jahr 2006 wurde von den baltischen Staaten eine Machbarkeitsstudie in Auftrag gegeben, welche ergab, dass der Bau eines neuen Kernkraftwerks zwischen 2,5 und 4,0 Milliarden Euro kosten würde, und dass der erste Reaktor 2015 ans Netz gehen könnte. Im Februar 2007 beschlossen die baltischen Länder und Polen, dieses Kernkraftwerk zu bauen. Es sollte zunächst eine Kapazität von 3200 Megawatt aufweisen, welche sich auf zwei 1600 Megawatt starke Reaktoren aufteilte. Die Gesamtkosten sollten etwa 6,7 Milliarden Euro betragen. E.ON und Vattenfall zeigten Interesse, in ein solches Kraftwerk zu investieren.
Eine von dem staatlichen Energieunternehmen Leo LT in Auftrag gegebene und 2009 abgeschlossene Umweltverträglichkeitsstudie ergab eine positive Einschätzung für den Bau eines Kernkraftwerks mit einer Leistung von bis 3400 MW am vorgesehenen Standort. Das litauische Umweltministerium stimmte im März 2009 den Vorschlägen für den Bau eines neuen Kernkraftwerks zu, es begrenzte jedoch die Wärmemenge, die in den See Drūkšiai abgeleitet werden dürfte, auf 3200 MW, was die elektrische Leistung des Kernkraftwerks ohne den Bau von Kühltürmen auf etwa 1700 MW begrenzen würde.
Die Planungen gingen jedoch weiter von einer Gesamtleistung von 3400 MW des neuen Kernkraftwerks aus, wobei elf mögliche Reaktortypen in Betracht gezogen wurden. Zudem war bis 2015 der Bau einer neuen Hochspannungstrasse von Litauen nach Polen geplant.
Nach Parlamentswahlen, bei denen die kernkraftkritischen Oppositionsparteien gewannen, und einem Referendum im Oktober 2012, bei dem sich 64,8 % der Wähler gegen das Kraftwerk entschieden, stehen die Pläne vor dem Aus.

### Kernkraftwerk Kaliningrad
Das Kernkraftwerk Ignalina deckte einen Teil der Stromversorgung der russischen Oblast Kaliningrad. Nach der Stilllegung möchte Russland Strom vom Kernkraftwerk Smolensk direkt dorthin exportieren. Allerdings hat Litauen einen Antrag gestellt, das Stromnetz auf die Frequenz des europäischen Verbundnetzes umzustellen. Dadurch hätte die Exklave Kaliningrad keine Verbindung mehr zum russischen Stromnetz. Als Ersatz sollte das Kernkraftwerk Kaliningrad gebaut werden, das Projekt wird jedoch Ende 2015 für unbestimmte Zeit auf Eis gelegt.

## Daten der Reaktorblöcke
Das Kernkraftwerk Ignalina sollte insgesamt vier Blöcke bekommen. Zwei der Blöcke wurden vollendet, wobei der erste Block bereits Ende 2004 stillgelegt wurde. Der zweite Block wurde Ende 2009 abgeschaltet. Die Leistung der RBMK-Blöcke betrug zuletzt pro Block 1360 Megawatt brutto und 1185 Megawatt netto. Ursprünglich hatten die Reaktoren eine Leistung von 1500 Megawatt brutto und 1380 Megawatt netto. Jedoch wurde die thermische Leistung im Jahr 1993 von 4800 MWth auf 4200 MWth gedrosselt. Die Blöcke drei und vier blieben unvollendet.
| Reaktorblock | Reaktortyp | Netto- leistung | Brutto- leistung | Baubeginn      | Netzsyn- chronisation | Kommer- zieller Betrieb | Stilllegung                        |
| ------------ | ---------- | --------------- | ---------------- | -------------- | --------------------- | ----------------------- | ---------------------------------- |
| Ignalina-1   | RBMK-1500  | 1185 MW         | 1360 MW          | 1. Mai 1977    | 31. Dezember 1983     | 1. Mai 1984             | 31. Dezember 2004                  |
| Ignalina-2   | RBMK-1500  | 1185 MW         | 1360 MW          | 1. Januar 1978 | 20. August 1987       | 20. August 1987         | 31. Dezember 2009                  |
| Ignalina-3   | RBMK-1500  | 1380 MW         | 1500 MW          | 1. Juni 1985   | —                     | —                       | Bau am 30. August 1988 eingestellt |
| Ignalina-4   | RBMK-1500  | —               | 1500 MW          | —              | —                     | —                       | Planungen eingestellt              |